# Cassique à tête brune
Psarocolius wagleri
Espèce
Statut de conservation UICN

 LC  : Préoccupation mineure
Le Cassique à tête brune (Psarocolius wagleri) est une espèce de passereaux d'Amérique centrale de la famille des ictéridés.  Dans celle-ci, le Cassique à tête brune détient le record de longévité : un individu bagué a survécu pendant au moins 26 ans.

## Systématique
D'après la classification de référence (version 5.2, 2015) du Congrès ornithologique international, cette espèce est constituée des sous-espèces suivantes :
- P.w. ridgwayi (Van Rossem, 1934)
- P.w. wagleri (G. R. Gray, 1845)

synonymeZarhynchus wagleri

## Distribution

Zones de répartition de l'espèce (en vert).

Le Cassique à tête brune se retrouve au du Mexique, au centre du Guatemala, au sud du Belize, au nord du Honduras, dans l’est du Nicaragua, dans l’est du Costa Rica, au Panama, sur la côte ouest de la Colombie et dans le nord de l’Équateur.

## Habitat
Le Cassique à tête brune habite la canopée des forêts humides des basses terres ainsi que les lisières et les clairières forestières.  Il affectionne particulièrement les rives des cours d’eau qui serpentent les forêts.

## Nidification
Le Cassique à tête brune niche en colonie de taille variable.  Il est peu farouche et peut nicher à proximité des habitations.  Il peut être l’hôte du Vacher bronzé et du Vacher géant.  Ce cassique est polygyne et dans une moindre mesure polyandre.